# Ouled Khalouf
Ouled Khalouf (em árabe: أولاد خلوف), também escrito Ouled Khelouf, é uma cidade e comuna localizada na província de Mila, Argélia. De acordo com o censo de 2008, a população total da cidade era de 11 396 habitantes.